# Un hôtel fou, fou, fou !
Pour plus de détails, voir Fiche technique et Distribution.
Un hôtel fou, fou, fou ! (Screwball Hotel) est un film américano-britannique de comédie réalisé par Rafal Zielinski (de), sorti en 1988.

## Synopsis
Trois garçons sont expulsés de l'école militaire, ils trouvent un emploi dans un hôtel.

## Fiche technique
- Titre original : Screwball Hotel
- Réalisation : Rafal Zielinski (de)
- Scénario : Nick Holeris, Sam Kaufman, Phil Kueber, B.K. Roderick, Charlie Wiener
- Musique : Michael Jay, Nathan Wang
- Montage : Debra Chiate, Joe Tornatore
- Pays :  Royaume-Uni /  États-Unis
- Langue originale : anglais
- Genre : comédie
- Durée : 101 minutes
- Année de sortie en France : 1988

## Distribution
- Michael Bendetti : Mike
- Andrew Zeller : Herbie
- Jeff Greenman : Norman
- Corinne Wahl (en) : Cherry Amour
- Kelly Monteith (en) : Mr. Ebell